# QBZ-191
Das QBZ-191 (chinesisch 191式自动步枪, Pinyin Yāo jiǔ yāo Shì Zìdòng Bùqiāng) ist ein chinesisches Sturmgewehr. Es wurde 2019 vorgestellt, wird von Norinco produziert und ist als Ersatz für das Typ 95 in der Rolle des Standardgewehrs der Streitkräfte der Volksrepublik China vorgesehen. 

## Entwicklung und Konstruktion
Das Gewehr nutzt das gleiche Kaliber wie die Vorgängerwaffe Typ 95, 5,8 × 42 mm. Im Gegensatz zu dessen Bullpup-Design setzt Norinco nun jedoch auf ein konventionelles Design. Die Waffe ist ein Gasdrucklader mit kurzem Hub und Drehkopfverschluss. Bei dem neuen Gewehr soll die Ergonomie, auch für Linksschützen, gesteigert werden. Außerdem verfügt es über zeitgemäße Zubehörschienen, um verschiedene Zieloptiken und Nachtsichtgeräte anzubringen.

## Varianten
- QBZ-191 – Standardversion mit 368,3 mm Lauflänge (14,5 Zoll)
- QBZ-192[1] (nach anderen Quellen ebenfalls als QBZ-191 bezeichnet[2]) – Karabiner mit 266,7 mm Lauflänge (10,5 Zoll)
- QBU-191 – Designated Marksman Rifle,[2] mit effektiver Reichweite bis 800 Meter[3]